# Mount Schimansky
Mount Schimansky ist ein rund 2200 m hoher Berg in der Form eines Gebirgskamms im Palmerland auf der Antarktischen Halbinsel. Er ragt 10 km nordwestlich des Heintz Peak in den Welch Mountains auf.
Der United States Geological Survey kartierte ihn im Jahr 1974. Das Advisory Committee on Antarctic Names benannte ihn 1976 nach Lieutenant Commander John Albert Schimansky von der United States Navy, Kommandant einer Lockheed C-130 Hercules zur Erstellung von Luftaufnahmen und zur Ermittlung der Eisdicke auf dem antarktischen Kontinent während der Operation Deep Freeze der Jahre 1970 und 1971.